# The Georgia Cotton Pickers
The Georgia Cotton Pickers waren eine frühe Bluesband mit einigen der besten Musiker des Piedmont Blues. 
Zur Gruppe gehörten die Gitarre spielenden Brüder Charlie (bekannt als Laughing Charley Lincoln) und Robert Hicks (bekannt als Barbecue Bob), die beiden Mundharmonikaspieler Eddie Mapp und Buddy Moss (letzterer spielte auch Gitarre) sowie der Gitarrenvirtuose Curley Weaver.
Zwischen 1929 und 1931 machten sie eine Reihe von Aufnahmen beim Label QRS in Atlanta. 1931 kam das Ende der Georgia Cotton Pickers mit dem Tod von Barbecue Bob und der Ermordung von Eddie Mapp.
Später gab es eine andere Band gleichen Namens um Paul Howard, die Countrymusik spielte.